# Football Club de Nantes 2023-2024 (femminile)
Questa voce raccoglie le informazioni riguardanti la squadra femminile dell Football Club de Nantes nelle competizioni ufficiali della stagione 2023-2024.

## Divise e sponsor
Per la stagione 2023-2024 le divise sono le stesse usate dalla sezione maschile, con l’unica differenza che sta nello sponsor principale: Vivacy Paris al posto di Synergie.
La maglia home è caratterizzata dal tradizionale colore giallo ed è ricoperta da sottili bande verticali in rilievo, tono su tono. Il colletto è "a polo" e di colore verde lavorato a maglia con una striscia gialla. I polsini delle maniche utilizzano la stessa combinazione di colori del colletto e il logo del club e del fornitore tecnico sono stampati in silicone sul petto. Infine, i pantaloncini sono gialli con cordini verdi e i calzettoni sono gialli.
La maglia away è completamente bianca con una serie di linee verdi stampate nella parte inferiore. Il colletto è giallo e i polsini delle maniche, anch'essi gialli, incorporano una sottile striscia verde. Il dorso e le maniche sono decorati con motivi di ermellino in rilievo, tono su tono, simbolo del club e della città. Infine, i pantaloncini sono bianchi e anche i calzettoni sono bianchi, ma con sottili strisce verdi intorno al centro e due strisce gialloverdi sopra.
| Casa | Trasferta |

## Rosa
Aggiornata al 31 luglio 2024.
| N. |                        | Ruolo | Calciatore            |
| -- | ---------------------- | ----- | --------------------- |
| 1  | Canada (bandiera)      | P     | Emily Burns           |
| 3  | Stati Uniti (bandiera) | D     | Riley West            |
| 4  | Francia (bandiera)     | D     | Maureen Cosson        |
| 6  | Algeria (bandiera)     | C     | Mélinne D'Oria        |
| 7  | Turchia (bandiera)     | C     | Lalia Storti          |
| 8  | Francia (bandiera)     | C     | Juliette Mossard      |
| 9  | Canada (bandiera)      | A     | Christabel Oduro      |
| 10 | Algeria (bandiera)     | C     | Sylia Koui (capitano) |
| 11 | Togo (bandiera)        | A     | Mafille Woedikou      |
| 13 | Francia (bandiera)     | A     | Camille Robillard     |
| 12 | Francia (bandiera)     | C     | Sarah Zahot           |
| 14 | Spagna (bandiera)      | D     | Silvia Mérida         |
| 15 | Francia (bandiera)     | C     | Margaux Bueno         |
| 16 | Francia (bandiera)     | P     | Mélodie Carré         |
| 17 | Francia (bandiera)     | C     | Romane Renier         |
| 18 | Nigeria (bandiera)     | D     | Maureen Umeugochukwu  |

| N. |                       | Ruolo | Calciatore         |
| -- | --------------------- | ----- | ------------------ |
| 19 | Francia (bandiera)    | A     | Carla Cosme        |
| 20 | Algeria (bandiera)    | C     | Amira Ould Braham  |
| 21 | Francia (bandiera)    | C     | Manon Uffren       |
| 23 | Francia (bandiera)    | C     | Lalie Rageot       |
| 24 | Spagna (bandiera)     | C     | María Cortés       |
| 24 | Francia (bandiera)    | A     | Dona Scannapieco   |
| 25 | Camerun (bandiera)    | A     | Kévine Ossol       |
| 27 | Portogallo (bandiera) | D     | Nelly Rodrigues    |
| 28 | Francia (bandiera)    | D     | Éva Fremaux        |
| 30 | Francia (bandiera)    | P     | Emma Durand        |
| 33 | Francia (bandiera)    | A     | Mathilde La Posta  |
| 40 | Francia (bandiera)    | P     | Lisa Lebrun        |
| -  | Francia (bandiera)    | C     | Clémence Merckling |
| -  | Spagna (bandiera)     | C     | Kimberly Cruz      |

## Calciomercato

### Sessione estiva(dal 1º gennaio al 31 gennaio)
| Acquisti         | Acquisti             | Acquisti            | Acquisti   |
| R.               | Nome                 | da                  | Modalità   |
| ---------------- | -------------------- | ------------------- | ---------- |
| P                | Emily Burns          | Digione             | definitivo |
| D                | Maureen Cosson       | La Roche-sur-Yon    | definitivo |
| D                | Éva Fremaux          | Strasburgo          | definitivo |
| D                | Silvia Mérida        | Málaga              | definitivo |
| D                | Nelly Rodrigues      | Olympique Marsiglia | definitivo |
| D                | Riley West           | Maccabi Hadera      | definitivo |
| D                | Maureen Umeugochukwu | Saint-Malo          | definitivo |
| C                | María Cortés         | Málaga              | definitivo |
| C                | Kimberly Cruz        | Fermaguín           | definitivo |
| C                | Mélinne D'Oria       | VGA Saint-Maur      | definitivo |
| C                | Amira Ould Braham    | Brest               | definitivo |
| C                | Lalia Storti         | Metz                | definitivo |
| C                | Sarah Zahot          | Olympique Marsiglia | definitivo |
| A                | Carla Cosmi          | Soyaux              | definitivo |
| A                | Mathilde La Posta    |                     | definitivo |
| A                | Christabel Oduro     | Beşiktaş            | definitivo |
| Altre operazioni |                      |                     |            |
| R.               | Nome                 | da                  | Modalità   |

| Cessioni         | Cessioni            | Cessioni         | Cessioni   |
| R.               | Nome                | a                | Modalità   |
| ---------------- | ------------------- | ---------------- | ---------- |
| P                | Taylor Betz         | Lilla            | definitivo |
| D                | Rachel Avant        | FH Hafnarfjarðar | definitivo |
| D                | Lola Boisset        |                  | svincolato |
| D                | Élise Bonet         | Strasburgo       | definitivo |
| D                | Élodie Dinglor      | Saint-Malo       | definitivo |
| D                | Charlotte Lorgeré   | Lens             | definitivo |
| D                | Roxanne Manceau     |                  | svincolata |
| D                | Clara Moreira       | Metz             | definitivo |
| C                | Anne-Marie Bănuță   | Metz             | definitivo |
| C                | Candice Charbonnier | Grenoble         | definitivo |
| C                | Anaële Le Moguedec  | Stade Reims      | definitivo |
| C                | Claire Lelarge      | Lilla            | definitivo |
| C                | Laureen Oillic      | Olympique Lione  | definitivo |
| C                | Leïla Peneau        | Guingamp         | definitivo |
| A                | Roseline Éloissaint | Strasburgo       | definitivo |
| A                | Kenza Chapelle      | Strasburgo       | definitivo |
| A                | Pilar Khoury        | Strasburgo       | definitivo |
| A                | Seynabou Mbengue    | Montauban        | definitivo |
| A                | Jade Nassi          | Stade Reims      | definitivo |
| Altre operazioni |                     |                  |            |
| R.               | Nome                | a                | Modalità   |

### Sessione invernale(dal 1º gennaio al 31 gennaio)
| Acquisti         | Acquisti         | Acquisti    | Acquisti   |
| R.               | Nome             | da          | Modalità   |
| ---------------- | ---------------- | ----------- | ---------- |
| C                | Manon Uffren     |             | svincolata |
| A                | Dona Scannapieco | Montpellier | definitivo |
| Altre operazioni |                  |             |            |
| R.               | Nome             | da          | Modalità   |

| Cessioni         | Cessioni      | Cessioni   | Cessioni   |
| R.               | Nome          | a          | Modalità   |
| ---------------- | ------------- | ---------- | ---------- |
| D                | Silvia Mérida | Málaga     | definitivo |
| C                | María Cortés  |            | svincolata |
| C                | Kimberly Cruz | Unión Vera | definitivo |
| Altre operazioni |               |            |            |
| R.               | Nome          | a          | Modalità   |

## Risultati

### Division 2

#### Girone di andata
| Arbitro: | Lecoeuche |

|                              |           |                                                      |
| Garcia 11’ Cazeau 71’, 90+5’ | Marcatori | 19’, 75’ Robillard 36’ Storti 45’ Fremaux 61’ Cosson |

| Nantes 1º ottobre 2023, ore 13:00 CEST 2ª giornata | Nantes | 0 – 0 referto | Nizza | Stadio Marcel Saupin (566 spett.)\| Arbitro: \| Front \| |
| Arbitro:                                           | Front  |               |       |                                                          |

| Arbitro: | Coste |

|             |           |  |
| Saunier 22’ | Marcatori |  |

| Arbitro: | Laredj |

|                                                    |           |  |
| Robillard 11’, 85’ D'Oria 30’ Storti 40’ Oduro 55’ | Marcatori |  |

| Arbitro: | Benmahammed |

|  |           |            |
|  | Marcatori | 72’ Storti |

| Arbitro: | Coste |

|                                  |           |  |
| Mossard 19’ Cosme 70’ Cosson 89’ | Marcatori |  |

| Arbitro: | Tanguy |

|                |           |                                    |
| Abidi 59’, 61’ | Marcatori | 26’, 51’ Robillard 43’ Ould Braham |

| Arbitro: | Laredj |

|                 |           |  |
| Mereau 53’, 82’ | Marcatori |  |

| Arbitro: | Guillot |

|               |           |  |
| Robillard 70’ | Marcatori |  |

| Arbitro: | Benmahammed |

|                      |           |                                       |
| Smaali 18’ Saïdi 64’ | Marcatori | 3’ Scannapieco 34’ Mossard 79’ Storti |

| Arbitro: | Front |

|                 |           |            |
| Scannapieco 21’ | Marcatori | 67’ Mairot |

#### Girone di ritorno
| Arbitro: | Mazier |

|  |           |                               |
|  | Marcatori | 54’ Scannapieco 71’ Rodrigues |

| Arbitro: | Guillot |

|               |           |  |
| Robillard 85’ | Marcatori |  |

| Arbitro: | Mongiat |

|                        |           |               |
| Bănuță 59’ Laurier 73’ | Marcatori | 47’ Robillard |

| Arbitro: | Lecoeuche |

|                                      |           |               |
| Rodrigues 42’ Cosson 72’ Oduro 90+1’ | Marcatori | 11’, 17’ Diop |

| Arbitro: | Persichetti |

|           |           |               |
| Henry 32’ | Marcatori | 90+6’ Mossard |

| Arbitro: | Mongiat |

|                         |           |             |
| Oduro 79’ Mossard 90+1’ | Marcatori | 15’ Mbengue |

| Arbitro: | Guillot |

|                                   |           |                              |
| Scannapieco 34’ Koui 90+7’ (rig.) | Marcatori | 45+6’ (rig.) Zemzem 56’ Noël |

| Thonon-les-Bains 28 aprile 2024, ore 15:00 CEST 19ª giornata | Thonon Évian | 0 – 0 referto | Nantes | Stade Saint-Disdille 3 - Gaël Bazin (128 spett.)\| Arbitro: \| Tanguy \| |
| Arbitro:                                                     | Tanguy       |               |        |                                                                          |

| Arbitro: | Laredj |

|               |           |  |
| Robillard 58’ | Marcatori |  |

| Arbitro: | Jeannot |

|                        |           |  |
| Chapelle 53’ Palin 86’ | Marcatori |  |

| Arbitro: | Philion |

|              |           |  |
| Koui 6’, 62’ | Marcatori |  |

### Coppa di Francia
| Arbitro: | Guillot |

|  |           | |
|  | Marcatori | 12’ Umeugochukwu 19’, 84’ D'Oria 27’ (rig.) Ould Braham 40’, 86’ La Posta 45’ Oduro 55’, 58’, 61’, 70’ Woedikou 89’ Rageot |

| Arbitro: | Tanguy |

|                             |                      |                                  |
| Ossol 87’                   | Marcatori            | 80’ Cazeau                       |
| Koui Storti Cosson La Posta | Tiri di rigore 4 – 2 | Coudon Beaufils Gosselin Quentin |

| Arbitro: | Efe |

|  |           |                 |
|  | Marcatori | 22’ (rig.) Koui |

| Arbitro: | Efe |

|                                                                  |           |  |
| Becho 8’ Marozsán 56’ Hegerberg 58’ Le Sommer 67’, 78’ Diani 69’ | Marcatori |  |

## Statistiche

### Statistiche di squadra
| Competizione     | Punti | In casa | In casa | In casa | In casa | In casa | In casa | In trasferta | In trasferta | In trasferta | In trasferta | In trasferta | In trasferta | Totale | Totale | Totale | Totale | Totale | Totale | DR  |
| Competizione     | Punti | G       | V       | N       | P       | Gf      | Gs      | G            | V            | N            | P            | Gf           | Gs           | G      | V      | N      | P      | Gf     | Gs     | DR  |
| ---------------- | ----- | ------- | ------- | ------- | ------- | ------- | ------- | ------------ | ------------ | ------------ | ------------ | ------------ | ------------ | ------ | ------ | ------ | ------ | ------ | ------ | --- |
| Division 2       | 44    | 11      | 8       | 3       | 0       | 21      | 6       | 11           | 5            | 2            | 4            | 15           | 14           | 22     | 13     | 5      | 4      | 37     | 21     | +16 |
| Coppa di Francia | -     | 1       | 0       | 1       | 0       | 1       | 1       | 3            | 2            | 0            | 1            | 13           | 6            | 4      | 2      | 1      | 1      | 14     | 7      | +7  |
| Totale           | -     | 12      | 8       | 4       | 0       | 22      | 7       | 14           | 7            | 2            | 5            | 28           | 20           | 26     | 15     | 6      | 5      | 51     | 28     | +23 |

### Andamento in campionato
| Giornata  | 1 | 2 | 3 | 4 | 5 | 6 | 7 | 8 | 9 | 10 | 11 | 12 | 13 | 14 | 15 | 16 | 17 | 18 | 19 | 20 | 21 | 22 |
| --------- | - | - | - | - | - | - | - | - | - | -- | -- | -- | -- | -- | -- | -- | -- | -- | -- | -- | -- | -- |
| Luogo     | T | C | T | C | T | C | T | T | C | T  | C  | T  | C  | T  | C  | T  | C  | C  | T  | C  | T  | C  |
| Risultato | V | N | P | V | V | V | V | P | V | V  | N  | V  | V  | P  | V  | N  | V  | N  | N  | V  | P  | V  |
| Posizione | 5 | 4 | 4 | 3 | 2 | 2 | 1 | 3 | 3 | 3  | 3  | 2  | 1  | 2  | 2  | 2  | 2  | 2  | 2  | 2  | 2  | 2  |

Fonte: (FR) Classement - Arkema Première Ligue, su fff.fr. URL consultato il 15 febbraio 2025.
Legenda:

Luogo: C = Casa; T = Trasferta. Risultato: V = Vittoria; N = Pareggio; P = Sconfitta.

### Statistiche delle giocatrici
Sono in corsivo le calciatrici che hanno lasciato la società a stagione in corso.
| Giocatore       | Première Ligue | Première Ligue | Première Ligue | Première Ligue | Coppa di Francia | Coppa di Francia | Coppa di Francia | Coppa di Francia | Totale   | Totale | Totale      | Totale     |
| Giocatore       | Presenze       | Reti           | Ammonizioni    | Espulsioni     | Presenze         | Reti             | Ammonizioni      | Espulsioni       | Presenze | Reti   | Ammonizioni | Espulsioni |
| --------------- | -------------- | -------------- | -------------- | -------------- | ---------------- | ---------------- | ---------------- | ---------------- | -------- | ------ | ----------- | ---------- |
| M. Bueno        | 4              | 0              | 0              | 0              | -                | -                | -                | -                | 4        | 0      | 0           | 0          |
| E. Burns        | 22             | -21            | 2              | 0              | 1                | -6               | 0                | 0                | 23       | -27    | 2           | 0          |
| M. Carré        | 0              | 0              | 0              | 0              | 3                | -1               | 0                | 0                | 3        | -1     | 0           | 0          |
| M. Cortés       | 1              | 0              | 0              | 0              | 0                | 0                | 0                | 0                | 1        | 0      | 0           | 0          |
| C. Cosme        | 4              | 1              | 0              | 0              | 3                | 0                | 0                | 0                | 7        | 1      | 0           | 0          |
| M. Cosson       | 22             | 3              | 1              | 0              | 3                | 0                | 0                | 0                | 25       | 3      | 1           | 0          |
| K. Cruz         | -              | -              | -              | -              | -                | -                | -                | -                | -        | -      | -           | -          |
| M. D'Oria       | 15             | 1              | 1              | 0              | 4                | 2                | 1                | 0                | 19       | 3      | 2           | 0          |
| E. Durand       | -              | -              | -              | -              | 0                | 0                | 0                | 0                | 0        | 0      | 0           | 0          |
| É. Fremaux      | 20             | 1              | 1              | 0              | 3                | 0                | 1                | 0                | 23       | 1      | 2           | 0          |
| S. Koui         | 22             | 3              | 0              | 0              | 3                | 1                | 0                | 0                | 25       | 4      | 0           | 0          |
| M. La Posta     | 6              | 0              | 0              | 0              | 4                | 2                | 0                | 0                | 10       | 2      | 0           | 0          |
| C. Merckling    | -              | -              | -              | -              | 1                | 0                | 0                | 0                | 1        | 0      | 0           | 0          |
| S. Mérida       | 1              | 0              | 0              | 0              | 1                | 0                | 0                | 0                | 2        | 0      | 0           | 0          |
| J. Mossard      | 22             | 4              | 0              | 0              | 4                | 0                | 0                | 0                | 26       | 4      | 0           | 0          |
| C. Oduro        | 20             | 3              | 0              | 0              | 4                | 1                | 0                | 0                | 24       | 4      | 0           | 0          |
| A. Ould Braham  | 19             | 1              | 4              | 0              | 3                | 1                | 0                | 0                | 22       | 2      | 4           | 0          |
| K. Ossol        | 15             | 0              | 3              | 0              | 4                | 1                | 1                | 0                | 19       | 1      | 4           | 0          |
| L. Rageot       | 8              | 0              | 0              | 0              | 3                | 1                | 0                | 0                | 11       | 1      | 0           | 0          |
| R. Renier       | 1              | 0              | 0              | 0              | -                | -                | -                | -                | 1        | 0      | 0           | 0          |
| C. Robillard    | 22             | 10             | 1              | 0              | 3                | 0                | 0                | 0                | 25       | 10     | 1           | 0          |
| N. Rodrigues    | 21             | 2              | 0              | 0              | 2                | 0                | 0                | 0                | 23       | 2      | 0           | 0          |
| D. Scannapieco  | 12             | 4              | 1              | 0              | 1                | 0                | 0                | 0                | 13       | 4      | 1           | 0          |
| L. Storti       | 22             | 4              | 1              | 0              | 3                | 0                | 0                | 0                | 25       | 4      | 1           | 0          |
| M. Uffren       | 13             | 0              | 2              | 0              | 2                | 0                | 0                | 0                | 15       | 0      | 2           | 0          |
| M. Umeugochukwu | 10             | 0              | 1              | 0              | 1                | 1                | 0                | 0                | 11       | 1      | 1           | 0          |
| R. West         | 7              | 0              | 0              | 0              | 2                | 0                | 0                | 0                | 9        | 0      | 0           | 0          |
| M. Woedikou     | 10             | 0              | 2              | 0              | 1                | 4                | 0                | 0                | 11       | 4      | 2           | 0          |
| S. Zahot        | 4              | 0              | 0              | 0              | -                | -                | -                | -                | 4        | 0      | 0           | 0          |